# リプカ・タタール人

リプカ・タタールの国旗

リプカ・タタール人（リプカ・タタールじん、タタール語: Польша-Литва татарлары、ベラルーシ語: беларускія татары、ポーランド語: Tatarzy w Polsce、リトアニア語: lenkijos-lietuvos totoriai）は、14世紀初頭にリトアニア大公国に移住してきたタタールを起源とする民族集団。

## 概要

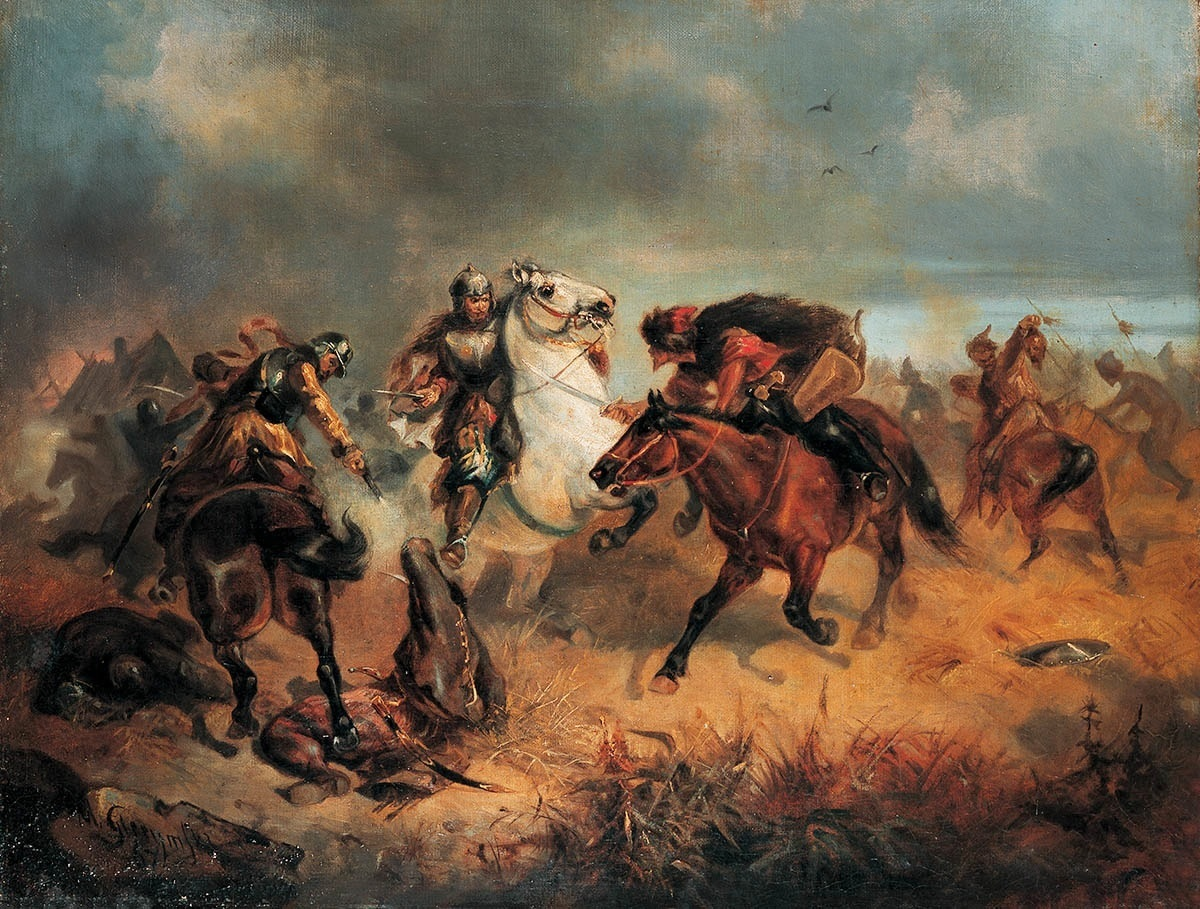
「タタール兵との小競り合い」マクスィミリアン・ギェリムスキ画、1867年

最初に移住してきたのは、シャーマニズム信仰を保持するために非キリスト教徒のリトアニア人たちの下に避難してきた亡命者であった。14世紀末までに、ムスリムに改宗していたタタール人の第2波がヴィータウタス大公の招聘を受けてリトアニアに移ってきた。タタール人は当初、ヴィリニュス、トラカイ、フロドナ、カウナスの周辺に住んでいたが、後にはリトアニア大公国が参加したポーランド・リトアニア共和国の各地に拡散していった。彼らが主に住みついたのは、現在のベラルーシ、リトアニア、ポーランドだった。リトアニアに移住して来た当初から、彼らはリプカ人として知られた。彼らはイスラーム信仰を維持していたにもかかわらず、その大部分がキリスト教国家であるポーランド・リトアニア共和国に忠誠を誓い続けた。グルンヴァルトの戦い以後、リプカ・タタール人の軽騎兵連隊は、リトアニアとポーランドの主要な軍事遠征には常に参加していた。
リプカ・タタール人はスンニ派のイスラームを信仰しており、その先祖はチンギス・ハーンの築いたモンゴル帝国の継承国家であるオルダ・ウルス、ジョチ・ウルス、クリミア・ハン国、カザン・ハン国を構成していた人々だった。彼らは初め貴族軍として奉仕していたが、後には工芸、馬、園芸を扱う職人としての技量を発揮し、都市民層に加わった。彼らは長いあいだ文化的な同化を拒み、伝統的な生活様式を維持した。彼らはイスラーム信仰を熱心に保っていたが、長い歴史の中で本来の母語だったテュルク語を失い、その多くがポーランド語を話すようになった。リプカ・タタール人の少数集団は現在もベラルーシ、リトアニア、ポーランド、ウクライナなどに住んでおり、アメリカ合衆国やカナダにもリプカ人のコミュニティが存在する。
関連する民族は、ヴォルガ・タタール人、クリミア・タタール人。

## 「リプカ」の語源

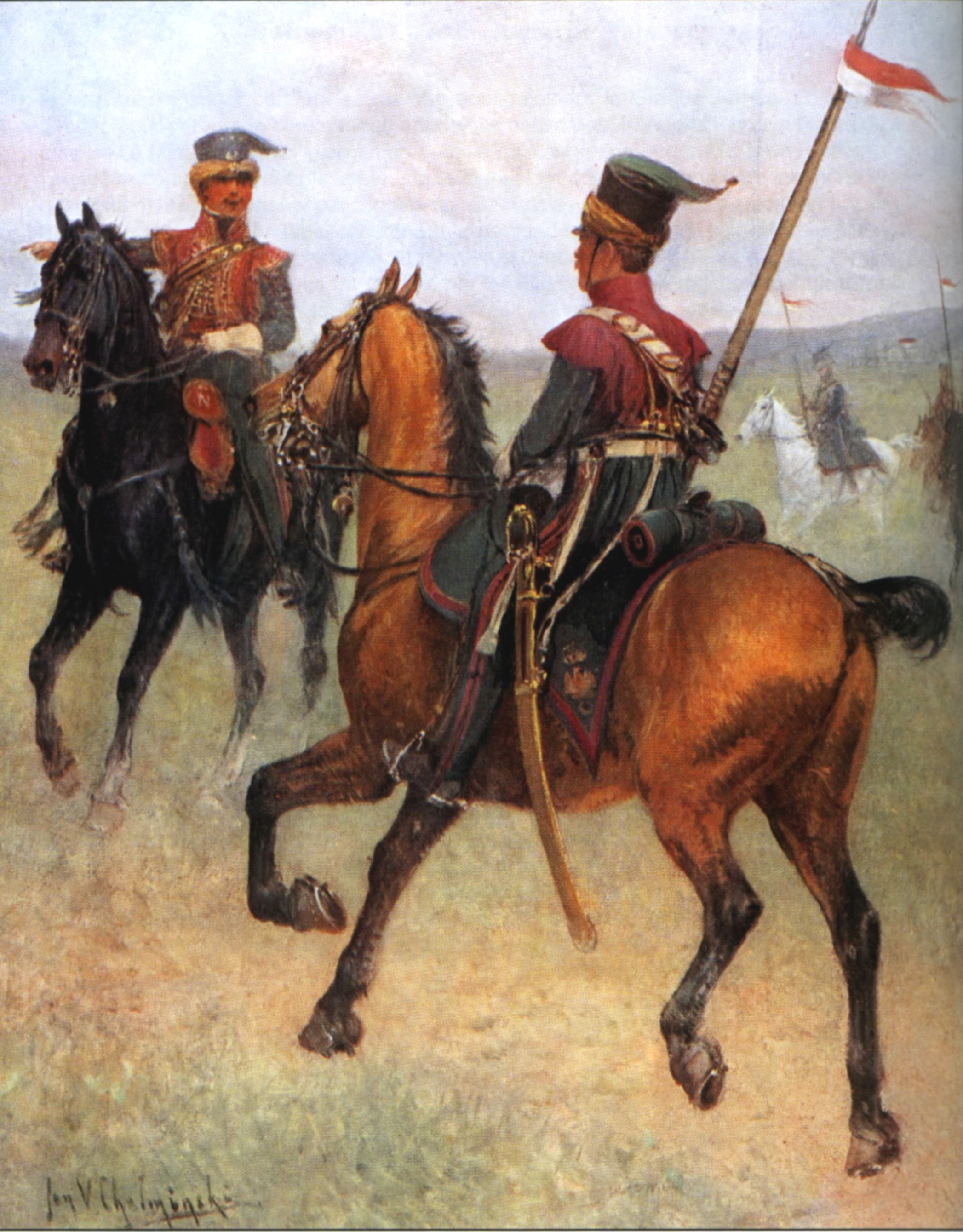
ナポレオン軍に参加し、ポーランド・リトアニア共和国軍の赤と白の軍旗を掲げるリプカ・タタール人騎兵

リプカは古クリミア・タタール語でリトアニアを指す語であった。タタール人の作家S・トゥハン＝バラノフスキは、東方系の史料記録に登場している「Libķa/Lipķa」と発音される言葉が、「小さなセイヨウボダイジュ」を意味するポーランド語の「lipka」と混同されたのではないか、と推察している。これは、あまり呼ばれることのない「ウプカ（Łubka）」というポーランド語形が、19世紀末までにクリミア・タタール語でリプカ人を指す語となっていたとこからも裏付けられる。クリミア・タタール人の言う「Lipka Tatarłar」は「リトアニアのタタール人」を意味し、その後ポーランド・リトアニア共和国に住むタタール人達の自称となっていった。
ムスリムであることには違いないが、リプカ・タタール人の慣習や宗教実践は600年以上の間ベラルーシ、リトアニア、ポーランド、ウクライナに住んでいたために、多くのキリスト教的要素を受け入れてきた。その一方でモンゴル帝国に属する遊牧民だった時代の習慣と迷信をも残しており、重要な宗教上の祭儀にさいして雄牛を犠牲として屠るのもその一つである。
長い間、リプカ・タタール人の中級・下級貴族はルテニア語、そして後にはその派生語の一つベラルーシ語を母語とした。ただし、彼らは1930年代までベラルーシ語をアラビア文字で表記していた。リプカ・タタールの上級貴族はポーランド語を話した。
クリミア・ハン国とポーランドとの外交文書において、ポーランド・リトアニア国家は「ポーランド人とリプカ人の国」と呼ばれていた。17世紀までに、ポーランド・リトアニア共和国の公文書にはリプカ・タタールの名前が言及され始めた。

## 歴史

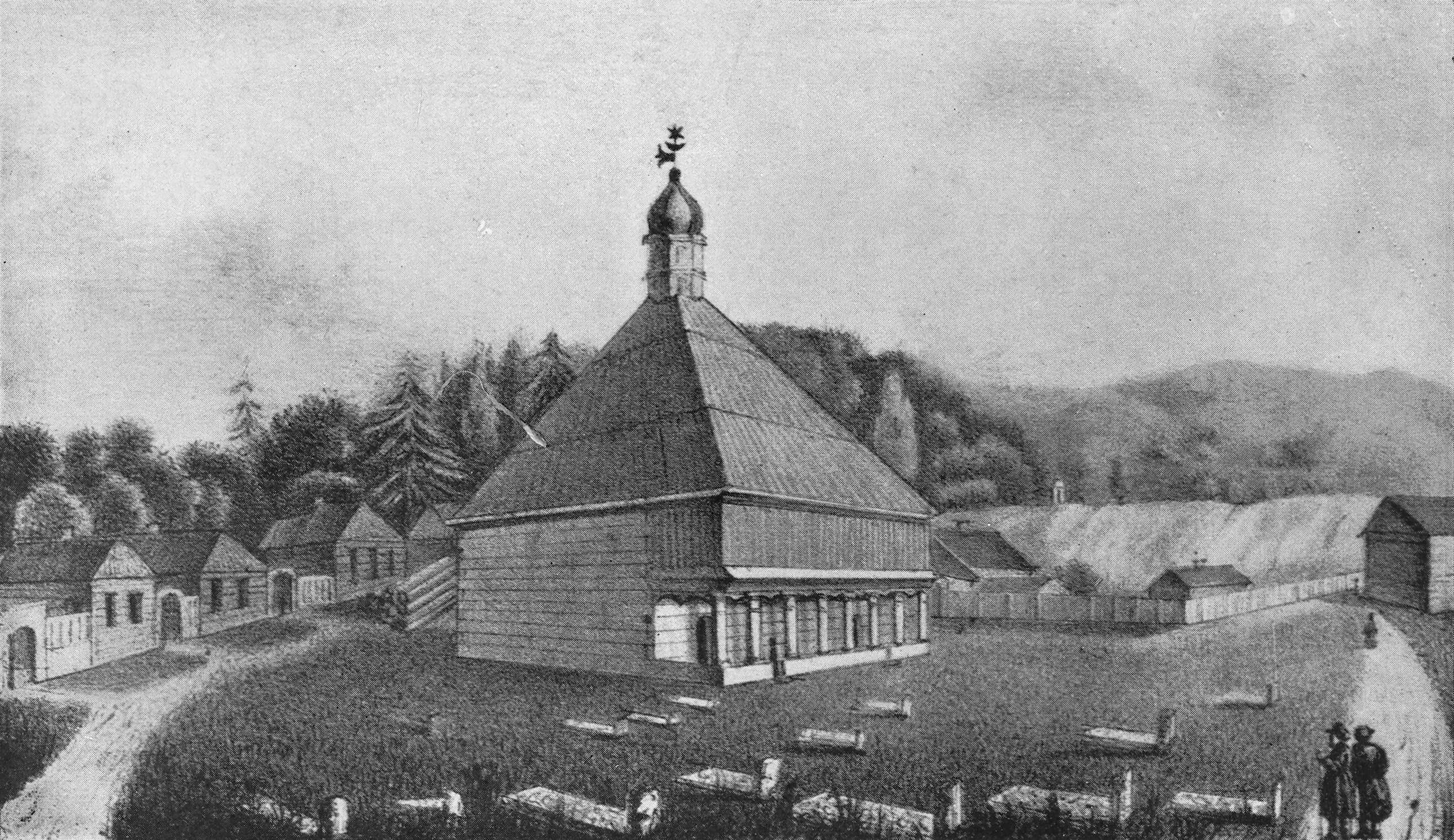
現在はヴィリニュス市内に位置するルキシュケスにあったタタール人のモスクと墓地（1830年）

タタール人たちのリトアニアおよびポーランドへの移住は、14世紀初頭から17世紀まで断続的に続いた。1917年のボリシェビキ革命の後も、タタール人の政治運動家、民族主義者たちがロシアから移住してきた。
いくつかの推定によれば、1591年までにポーランド・リトアニア共和国には20万人のリプカ・タタール人が居住し、約400のモスクが築かれていた。1557年から1558年のあいだ、メッカへの巡礼の途中でイスタンブールに滞在した逸名のポーランド人ムスリムが、リプカ・タタール人について記述し、スレイマン大帝に捧げた『Risāle-yi Tatar-i Leh』という書物を残している。この書物によれば、ポーランドにはモスクを中心においた100のリプカ・タタール人居住地が存在していた。最も大規模なコミュニティはリダ、ナヴァフルダク、イウイェに存在していた。リプカ・タタール人の居住地は現在のベラルーシの首都ミンスクにも存在しており、タタールスカヤ・スラバダと呼ばれていた。
1672年、リプカ人たちは共和国に対する反乱を起こした。この事件はリプカの反乱として記憶されている。反乱の直後に国王に選出されたヤン3世ソビェスキがタタール人兵士を非常に重用したため、亡命してオスマン帝国軍に奉仕していたリプカ人の大半が帰国してソビェスキに忠誠を誓った。リプカ人たちは1699年のカルロヴィッツ条約まで続いた対オスマン戦争に参加し、ヨーロッパにおけるイスラーム圏の拡張を押しとどめて、オスマン帝国の没落を決定づけた1683年の第二次ウィーン包囲にも立ち会った。
18世紀後半から19世紀全般を通じて、リプカ人たちは大幅にポーランド化が進んだ。特に上流・中流階級はイスラーム信仰を保ちつつポーランドの言語と文化を取り入れ、一方で下層階級はベラルーシ化していった。同時に彼らは15世紀に自分達の先祖の移住を大々的に奨励・支援していたリトアニアのヴィータウタス大公（タタール語でヴァタッドWattad）を英雄として神格化し、彼を「異教の地におけるイスラームの擁護者」と呼んで、彼に纏わる多くの伝説、祈りの言葉、民間伝承を生みだした。

### 年表
- 1226年:オルダ・ウルスがチンギス・ハーンの築き上げたモンゴル帝国の継承国家の一つとして建国される。最初のハーンはチンギスの長男ジョチの2番目の息子オルダであった。オルダ・ウルスはウラル山脈とカスピ海の東から現在のモンゴルあたりに至るシベリア南部のステップ地帯を領していた。

- 1241年:バトゥ率いるモンゴル帝国軍の侵攻をポーランド王国が受け、レグニツァの戦いでポーランドは大敗し、ヘンリク2世が戦死した。

- 1245年:1245年にヤロスラヴの戦い（ウクライナ語版、ロシア語版、ポーランド語版）で、モンゴル帝国と共にポーランド王国がハールィチ・ヴォルィーニ大公国に侵攻し、ハールィチ・ヴォルィーニ大公国はジョチ・ウルスの属国化した。

- 1340年:ハールィチ・ヴォルィーニ戦争（1340年-1392年）

- 1380年:オルダ・ウルスのハーン・トクタミシュが、ウラル山脈を西に越え、ジョチの長男バトゥが建国したジョチ・ウルスを併合する。1382年、オルダ・ウルスとジョチ・ウルスはモスクワを襲撃して焼き払う。トクタミシュは中央アジアの覇者ティムールと組んで、ロシアにおけるモンゴル帝国の威信を回復しようとしていた。

- 1397年:かつての庇護者であった勇猛なタタール人将軍ティムールに対する軍事遠征を行って敗北したあと、トクタミシュと一族の残党はリトアニア大公国に亡命し、ヴィータウタス大公の保護を受けて、同国で領地と貴族の身分を与えられる。この時のリプカ・タタール人の移住はヤン・ドゥウゴシュの年代記に記述される。

- 1397年:イタリアの都市国家ジェノヴァが、ハーン・トクタミシュとヴィータウタス大公によるティムールに対する軍事遠征のための資金を拠出する。この遠征は、リプカ・タタールとリトアニア軍が銃を装備していたことで有名であるが、大きな勝利を勝ち取ることは出来なかった。

- 1410年7月15日:ポーランド王国とリトアニア大公国の連合軍（約3万9000人）と、ドイツ騎士団国家軍（約2万7000人）との間でグルンヴァルトの戦いが起きる。この戦いでドイツ騎士団は惨敗し、2度と以前のような影響力を回復することは出来なかった。この戦いにはトクタミシュ・ハーンの息子ジャラール・アッディーンとその側近たちが指揮するタタール人の騎乗射手の部隊1000人が参加していた。

- 1528年:ポーランド貴族（シュラフタ）とリトアニア貴族に与えられていた、貴族とその家族が傷つけられたあるいは殺された場合に、その犯人に対して復讐することを認める特権が、リプカ・タタールにも拡大適用される。

- 1569年:ルブリン合同によってポーランド・リトアニア共和国が成立する。リプカ・タタールの軽騎兵の一団は長きにわたり、ポーランド・リトアニア共和国の軍事力の基盤であり続ける。リトアニアのタタール人たちは、リトアニアに移住して生きたかなり早い段階でリプカ人と呼ばれていた。彼らはこの連合国家、ポーランド・リトアニア共和国と運命を共にすることになる。

- 1591年:熱心なカトリック教徒であるジグムント3世（在位1587年-1632年）統治下の対抗宗教改革運動が、共和国の非カトリック教徒や、リプカ人などに与えられていた諸特権（非課税措置や自治権などといったいわゆるアファーマティブ・アクション）に対して様々な制限を課すようになる。オスマン帝国のスルタン・ムラト3世はこの事態を憂慮し、ポーランド王にリプカ人の信教の自由（実際のところは特権の維持）を要求して共和国に政治的な介入を行う。これはポーランド王の使節に随行してイスタンブールを訪れたポーランド人ムスリムの請願を受けて起きたことだった。

- 1648年:フメリニツキーの乱（1648年-1657年）で、ポーランド・リトアニア共和国とウクライナが交戦。

- 1654年:ロシア・ポーランド戦争（1654年-1667年）

- 1655年:大洪水時代（1655年-1665年）。スウェーデンがポーランド・リトアニア共和国へ侵入・占領し、ポーランドはピュロスの勝利を挙げ、国運が傾いていく。

- 1659年:ルイーナ（英語版）（ウクライナ語: Руїна、「廃墟」の意味。1659年6月29日-1686年5月16日）。フメリニツキーの乱の後、ヘーチマン国家ウクライナで起こったヘトマン継承をめぐる内乱期。独立したウクライナのイヴァン・ヴィホーウシキーは、ウクライナ・コサックとクリミア・タタール同盟軍を率いて、コノトプの戦いでロシア・ツァーリ国に勝利した。ザポロージャのシーチ（英語版）頭領のイヴァン・シルコーは、ザポロージャ・コサックを率いてウクライナと同盟していたクリミア汗国を襲撃し、ヴィホーウシキーのもとからタタール・ハンが去る事態となり、再びウクライナで内乱が激しくなった。

- 1666年:en:Polish–Cossack–Tatar War (1666–71)（1666年–1671年）。

- 1670年:ステンカ・ラージンがドン川のコサックを率いて反乱。

- 1672年:リプカの反乱（英語版）が起きる。これはフメリニツキーの乱とen:Polish–Cossack–Tatar War (1666–71)で荒廃した東部辺境地方（クレシ）で、リプカ人でないタタール人がトルコやロシアから侵入して略奪行為を働いたことがリプカ人の所業だと間違って認識されたことでリプカ人に与えられていた宗教的自由と古来からの権利および諸特権が制限・剥奪されたこと、そして何よりも以前からあった給料の遅配に加えてリプカ人部隊とワラキア人部隊に対する減給がセイム（ポーランド語: Sejm - ポーランド国会）で決定されたことに対する反発として起きたものだった。リプカ人はポドレ（ポジーリャ）に陣地を構えた。リプカの反乱は、キリスト教に改宗したリプカ・タタールの子孫であるノーベル賞作家ヘンリク・シェンキェヴィチが著した、歴史小説「3部作」の最終巻『草原の火（英語版）』（Pan Wołodyjowski - パン・ヴォウォディヨフスキ、1888年）の時代背景をなしている。同書は1969年、イェジ・ホフマン（英語版）が監督、ダニエル・オルブリフスキがトゥハイ・ベイの息子アズィヤ（ポーランド語版）役（架空の人物）を務めて映画化され、同作はポーランド映画史において最も大人気を博した映画として知られる。

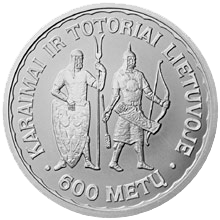
リトアニアにおけるタタール人とカライム人の到来600周年を記念して発行されたリタス貨の記念コイン

- 1674年:ホティンの戦い（英語版）の戦いでポーランド軍が勝利した後、トルコ軍に味方してポドレを占拠し、バールの要塞に立て籠もっていたリプカ人は、ポーランド王ヤン・ソビェスキの軍隊に包囲される。リプカの反乱以来同じイスラム文化を持つトルコについていたものの、リプカ人たちはポーランドの自由主義（リベラリズム）の政治文化とは全く異なるスルタンの専制政治に不満を抱きはじめていた。彼らは古来からの権利と諸特権を回復することを条件にポーランド王に帰服し、包囲は解除される。

- 1676年:ポーランドとオスマン帝国の間の一時的な休戦条約であるジュラフノの和約（英語版）が結ばれ、この時の取り決めに従ってリプカ・タタール人は個々人でポーランド・リトアニア共和国かオスマン帝国のどちらに仕えるかを選択する自由を与えられる。

- 1677年:1677年3月、セイムがリプカ・タタール人の古来からの権利と諸特権を再承認する。リプカ人は以前存在していた全てのモスクを再建すること、領地でキリスト教徒を召使うこと、タタール人以外が所有している貴族領地を買い上げることを許される。またリプカ・タタールは完全な免税特権をも与えられる。

- 1679年:国王ヤン・ソビェスキは、リプカ・タタールが共和国に帰服した場合の報償として、ブレスト、コブルィン、フロドナ一帯の王領地に居住することを許可する。タタール人たちは以前の所有者たちを追い出した同地域の領地を獲得することになり、階級と奉仕期間の長短に応じて、長一人ごとに0.5-7.5km²の土地を割り当てられた。

- 1683年:ポーランド・トルコ戦争（1683年-1699年）では、1674年にポーランド・リトアニア共和国に帰順した、かつてのリプカ・タタールの反乱者の大半が共和国のウィーンへの遠征に参加する。これにはサムエル・ミジャ・コシェチョフスキ率いる60人のタタール人で構成された軽騎兵の一団も加わっており、彼らは最初の戦いとなったパルカヌィの戦い（英語版）で共和国軍が敗北した時に、国王ヤン3世ソビェスキの命を救ったが、共和国はリプカ・タタールの本拠地ポドレ（ポジーリャ）を喪失し、1699年のカルロヴィッツ条約が結ばれるまで回復出来なかった。パルカヌィの戦いの数週間後の1683年9月12日、第二次ウィーン包囲で共和国軍が歴史的大勝をはたし、ヨーロッパにおけるイスラーム圏の拡張を押しとどめ、オスマン帝国の凋落の始まりとなった。ポーランド軍の一員として参加したリプカ・タタール達は、リプカの反乱の原因ともなったタタールとの識別問題から学び、カラ・ムスタファ・パシャ麾下でトルコ軍に味方して戦うタタールと自分達を区別する方策をたてた。リプカ・タタール達は、自分達の兜にわら帽子をかぶって戦闘した。この麦藁帽子は1529年の第一次ウィーン包囲を破るのに協力した際、彼らの先祖が被っていたもので、その故事を真似たものだった。

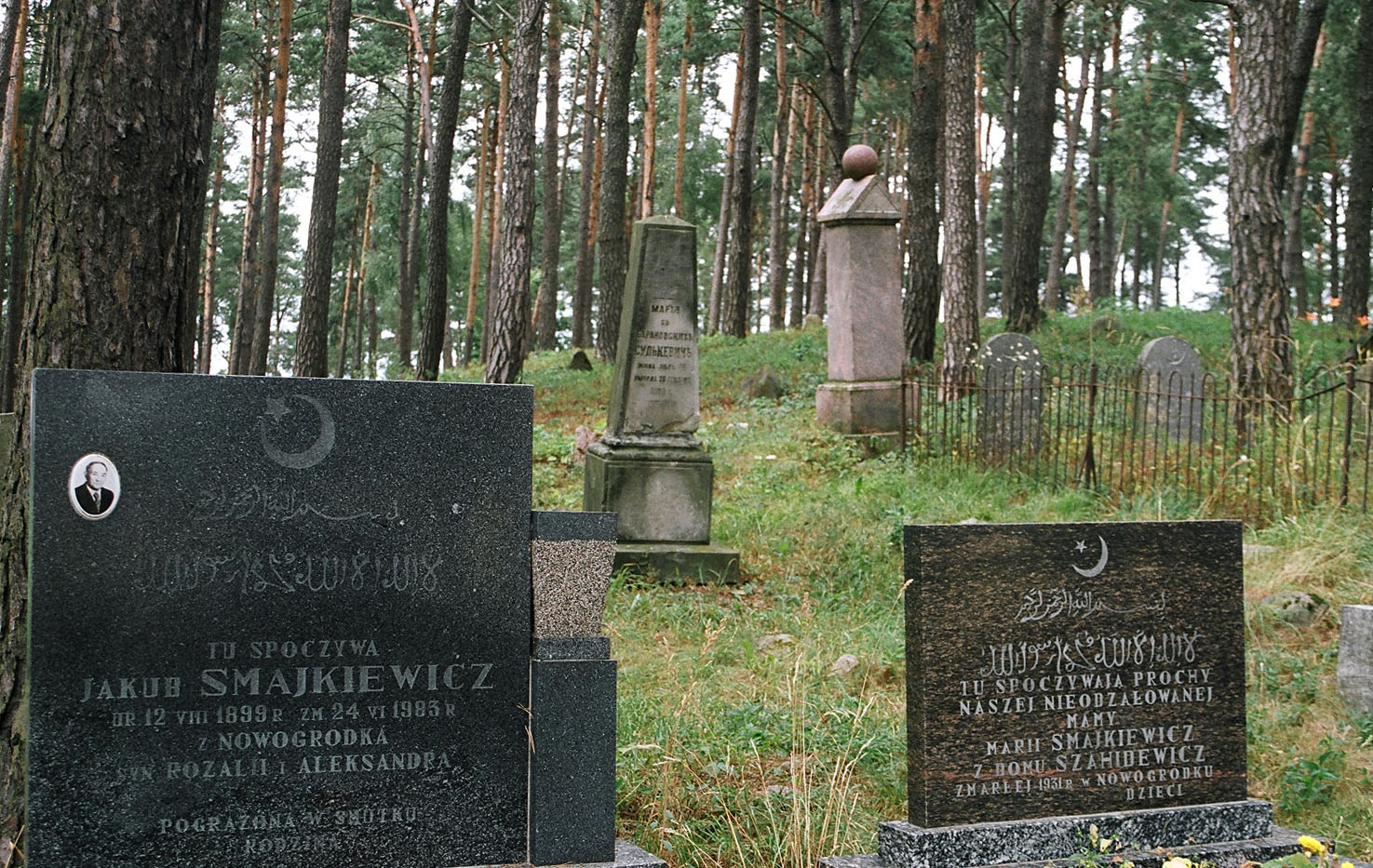
ボホニキにあるタタール人の共同墓地

- 1699年:カルロヴィッツ条約が結ばれ、ポドレがポーランド・リトアニア共和国に返還される。これを受けて、カミェニェツに住んでいたリプカ・タタールの一部は、ホティン（英語版）、カミェニェツ＝ポドルスキおよびリプカニ（英語版）の郊外に残ったほか、共和国とオスマン帝国が国境を接するベッサラビア（現モルドバ）に移住した。オスマン帝国支配地域へのリプカ人のさらなる大量移住は、18世紀初頭に起きた。リプカ人たちが支持していたポーランド人の王スタニスワフ・レシュチニスキが、ザクセン出身の国王アウグスト2世に敗れてしまったのがきっかけだった。

- 1775年:プガチョフの乱で反乱に加わったザポロージャのシーチ（英語版）がエカチェリーナ2世に解体される。スタニスワフ・アウグスト・ポニャトフスキ（在位1765年 - 1795年）の治世に入り、ポーランド人タタールが帰国するようになる。1775年、セイムはポーランド・リトアニア共和国のタタール人達の貴族としての地位を再確認するようになる。

- 1919年:ポーランドのリプカ人たちが再独立したポーランド共和国の新しく組織された陸軍に、第13連隊として組み入れられる。ポーランド・タタール人連隊は独自の制服と軍旗を持っていた。

- 1939年:ナチスによるポーランド侵攻によって第2共和国が崩壊すると、ヴィルノ（ヴィリニュス）に駐屯していたタタール人の第13連隊は、ドイツ軍に対して戦いを続けた最後のポーランド人部隊の一翼を担った。

## 今日のリプカ人

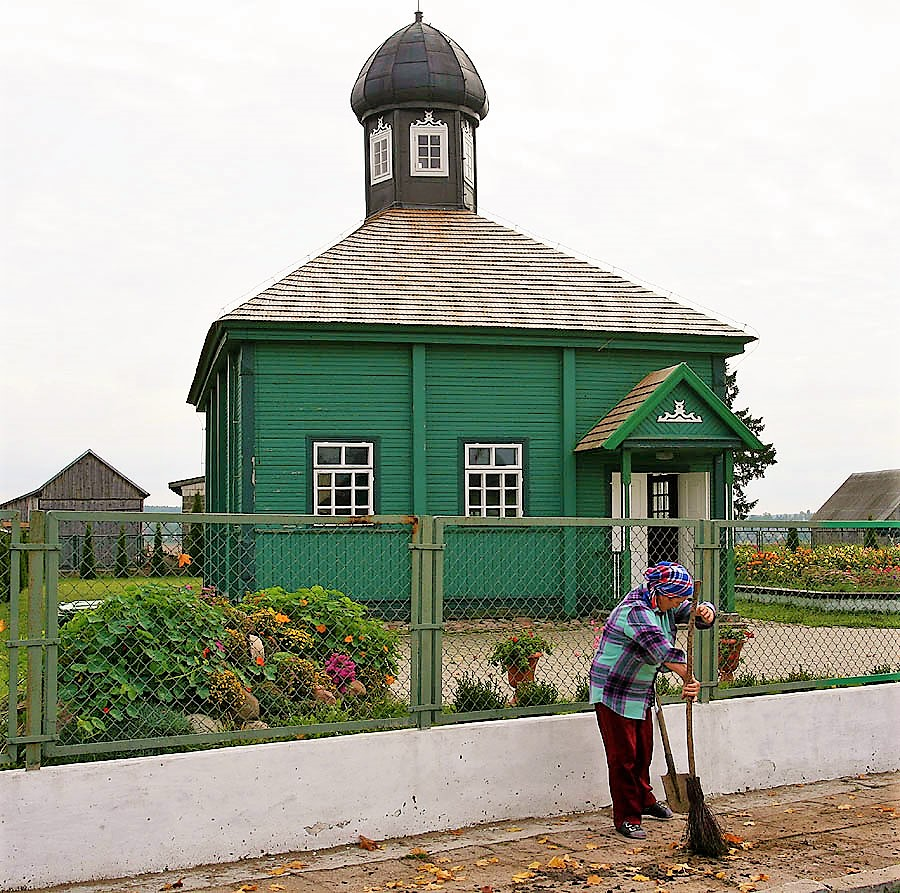
ポーランドのボホニキ村にあるタタール・モスク

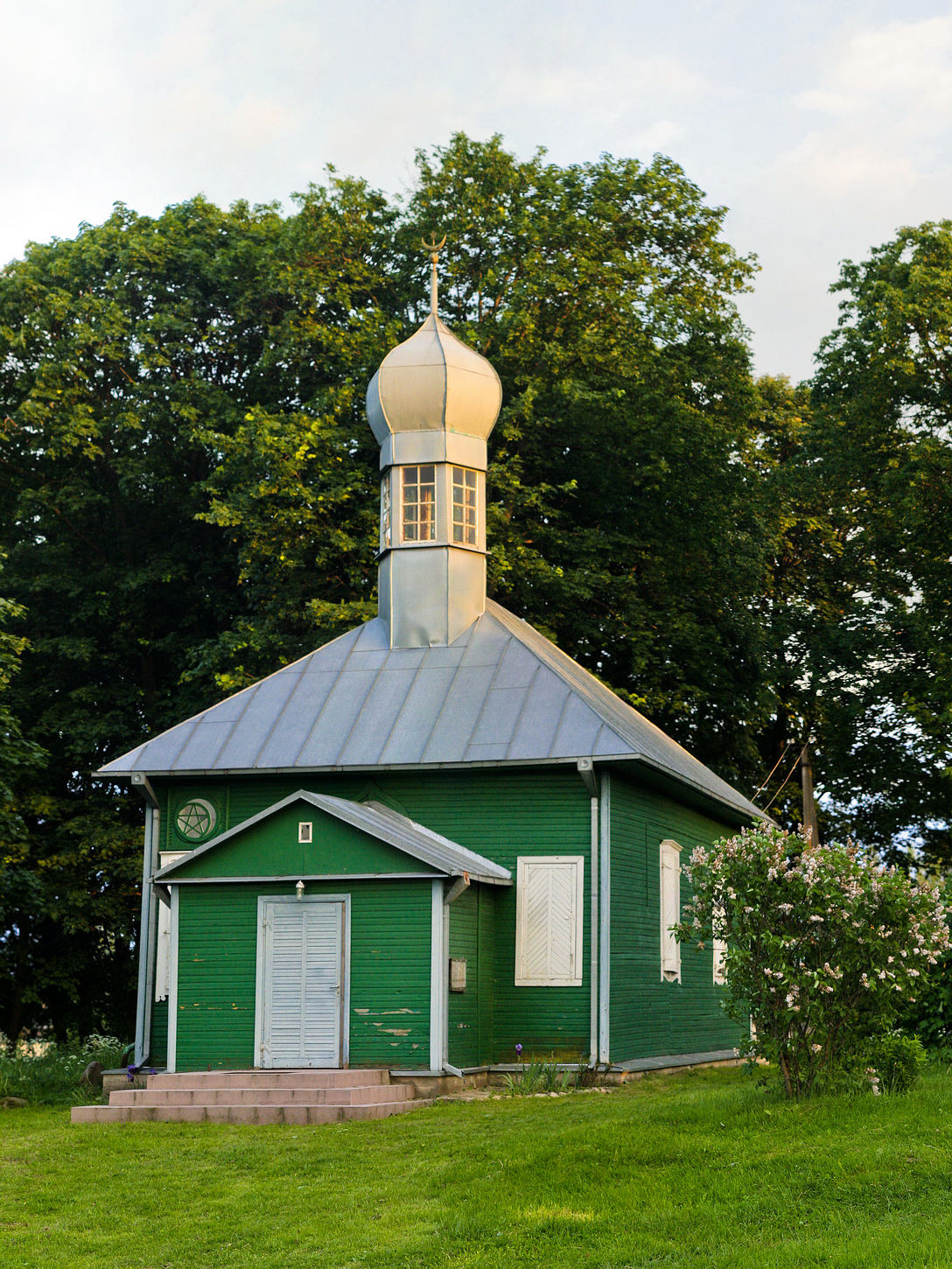
リトアニアのネメジスにあるタタール・モスク

現在、1万人から1万5000人のリプカ人がポーランド・リトアニア共和国の旧領に住んでおり、容貌はほぼコーカソイドである。
現在のポーランドに住んでいるリプカ人の家族たちの大半は、その家系を初期のポーランド・リトアニア共和国のタタール貴族に遡ることが出来る。かつて、リプカ・タタール人はポーランド北東部、ベラルーシ、リトアニア、ラトヴィア南東部、ウクライナに住みついていた。彼らの大部分は現在、ベラルーシ、リトアニア、ポーランドに住んでいる。リプカ・タタールの大部分（80％）は、ポーランド・リトアニア共和国の貴族階級と同化してしまい、一方で下級貴族たちはベラルーシ、ポーランド、リトアニア、ウクライナの都市民や農民と同化した。
多くのポーランド・タタール人が20世紀初頭にアメリカ合衆国に移住し、その大半が北東部諸州に住みついた（同地域から離れたフロリダにも共同体が存在する）。ニューヨークにも小さいが活動的なコミュニティが存在している。同市にある組織「ポーランド系タタール人イスラーム・センター」は、最近までブルックリンにモスクを設置していた（同センターは1928年に創設された）。
第2次大戦後にソヴィエト連邦がポーランド東部地域を併合すると、ポーランドにおけるタタール人集落はボホニキとクルシニャヌィを残すのみとなった。ソ連に併合された地域の3000人を数えるタタール人の大多数はポーランドに送還され、グダニスク、ビャウィストク、ワルシャワ、ゴジュフ・ヴィエルコポルスキのような都市に集まって住むようになった。ゴジュフ・ヴィエルコポルスキ近郊に築かれたタタール人家族の再定住地域は、「タタール人の丘（Górki Tatarskie）」と呼ばれるようになった。
1925年には、「イスラーム宗教協会（Muzułmański Związek Religijny）」がポーランドのビャウィストクに設立された。1992年には別のリプカ人組織「ポーランド共和国タタール人機構（Związek Tatarów Rzeczypospolitej Polskiej）」が創設され、ビャウィストクとグダニスクに支部を置いて活動している。
ポーランドでは、1630年にはタタール人人口が10万を数えたが、2002年の国勢調査では自分を民族的タタール人と認識している人は僅か447人しかいなかった。大半が歴史を通じてポーランド人に同化してしまったものであるが、ビャウィストク近郊のタタール人の地方では現在もモスク（ローマ・カトリック教徒の大工たちが建てたので、純粋なイスラム風でもない独特で不思議な建築様式となっている）があり、イマームもいる。クルシニャーニ村のヤヌーシュ・アレクサンドロヴィチはイマームであるが、宗教活動だけでは生活できないので平日は銀行員としてサラリーマン生活をしている。現地ではリプカ・タタール人の伝統料理を提供するレストランがあり、商売を通じてリプカ・タタール伝統文化の紹介と維持に一役買っている。ここの人々は伝統的に豚肉も食べればお酒も飲む。この地方一帯は「週休3日の土地」とも呼ばれる。イスラム教、ユダヤ教、キリスト教の3つの宗教が混在するため、それぞれの安息日である金曜日、土曜日、日曜日の3日がすべてこの一帯の事実上の休日になり、みな休んでしまうことから。

## 著名なリプカ・タタール人
- チャールズ・ブロンソン…アメリカ合衆国の俳優、父親がリトアニアのドルスキニンカイ出身のリプカ・タタール。チャールズ・ブロンソンはポーランド・リトアニア共和国のリプカ・タタールの血を色濃く引いており、このせいかチカーノか、メスティーソ（スペイン人と先住民の混血）のメキシコ系アメリカ人に間違われる外見をしている。この外見のせいで、ブロンソンはメキシコ人やイタリア系の役を演じたこともある。
- アレクサンデル・ロマノヴィチ（英語版）…ロシア帝国およびポーランド共和国の将軍
- ヘンリク・シェンキェヴィチ…ノーベル賞を受賞したポーランドの小説家、父方からリプカ・タタールの血を引く
- アレクサンデル・スルキェヴィチ（英語版）…ポーランドの政治家、独立運動の指導者、社会主義者
- アバカノヴィチ家（英語版）…タタール貴族の家系
  - ブルノ・アバカノヴィチ（英語版）…ポーランド、リトアニアの数学者、発明家、電気技師
  - マグダレーナ・アバカノヴィッチ…ポーランドの彫刻家

## 参照
1. ↑  http://www.reuters.com/article/idUSTRE68C3KT20100913 Poland's Muslim Tatars hope for cultural revival